# Kinderliedboek

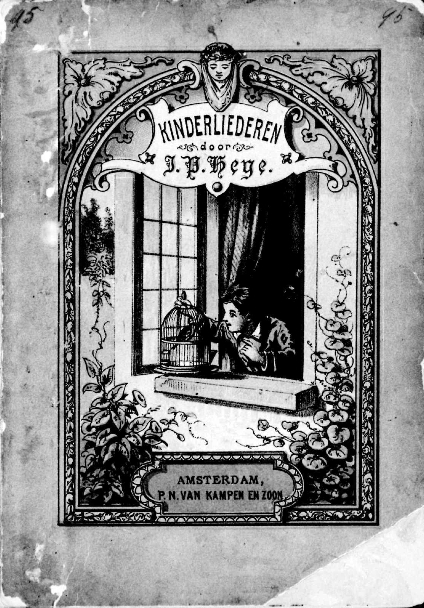
Jan Pieter Heije, Kinderliederen (druk van 1847; 1e druk 1843). Geïllustreerd voorblad.

Een kinderliedboek is een liedboek dat een verzameling kinderliedjes bevat. Naast liedteksten kan het boek ook muzieknotatie bevatten. Vanaf de jaren 1990 werd er aan een kinderliedboek soms een cd toegevoegd, zodat de liedjes in het boek ook konden worden beluisterd.
De eerste Nederlandstalige kinderliedboeken verschenen vanaf het einde van de achttiende eeuw, vanuit de idealen van de Verlichting. Bekende tekstdichters voor kinderen waren in de eerste honderd jaar Hieronymus van Alphen, Jan Pieter Heije en Jan Goeverneur.
In de negentiende eeuw verschenen de eerste schoolliedboeken, zoals De Muzikale Vriend der Jeugd, ook tot Schoolgebruik om jeugd te leren zingen (1828). Dit hing samen met de opkomst van de kweekscholen rond 1800 (waar aankomende onderwijzers muziek als vak kregen) en de invoering van de verplichte zangles op lagere scholen in 1857.
In de tweede helft van de negentiende eeuw gingen daarnaast etnologen en liedonderzoekers ook kinderliedjes verzamelen 'uit de volksmond' (oude, traditionele, anoniem overgeleverde kinderliedjes). Dit leidde tot grote verzamelbundels, zoals Nederlandsche baker- en kinderrijmen (1871) en Rijmpjes en versjes uit de oude doos (1911).
In de twintigste eeuw nam het belang van het liedboek af, en dat van lp's en cd's toe; al bleven er steeds liedboeken met traditionele kinderliedjes in druk. Daarnaast bleven er de hele eeuw door liedboekjes verschijnen met nieuw geschreven kinderliedjes, van tekstdichters als Annie M.G. Schmidt, Herman Broekhuizen (van het radioprogramma Kleutertje luister) en Burny Bos (van Radio Lawaaipapegaai). Ook educatieve instellingen als de Gehrels Vereniging en Muziek op Schoot bleven kinderliedboekjes met nieuwe liedjes uitgeven.

## Lijst van Nederlandstalige kinderliedboeken
De liedboeken in onderstaande lijst staan op chronologische volgorde naar het jaar van de eerste druk. De lijst is bedoeld als indruk van het aanbod aan kinderliedboeken en is dus niet volledig.

### Achttiende eeuw
- Hieronymus van Alphen, Muziekstukjes voor de proeve van kleine gedigten voor kinderen, op muziek gezet door door B. Ruloffs (Amsterdam, 1780)
- Hendrik Riemsnyder, Liedjes voor kinderen (1781)
- Volks-Liedjens, uitgegeven door de Maatschappij tot Nut van 't Algemeen (5 dln., 1789-1806)
- Nieuwe vrolyke gezangen, voor de speelende jeugd (1792)

### Negentiende eeuw
- Gezangen voor kinderen en jonge lieden (1804)[7]
- Kinderspelen, in leerzame gedichtjes, samengesteld door J. Hazeu (1827)
- De muzikale vriend der jeugd, ook tot schoolgebruik om jeugd te leren zingen (1828)
- Het Kinderleven geschetst in een tiental liederen (1830)[8]
- G. van Sandwijk, De kleine mimiek, of De vrolijk zingende knaap (ca. 1830-1840)[9]
- W. Schellenbach, De zangminnende kindervriend, of school-liederen voor drie stemmen (ca. 1835)[10]
- Schoolgezangen, voor drie stemmen, samengesteld door H. Polman (1838)[11]
- Tweestemmige zangstukjes voor de jeugd, ten gebruike op de scholen, samengesteld door A. Francken, tekstdichters o.a. Francijntje de Boer (1842)[12]
- Jan Pieter Heije, Kinderliederen (3 dln., 1843-1845)[13]
- Gezangen voor de jeugd, ten dienste der scholen, samengesteld door G. van Sandwijk (1845)[14]
- Jan Pieter Heije, Al de Volksdichten (2 dln., 1865)
- J.J.A. Goeverneur, De zingende kinderwereld (1866)[15]
- Nederlandsche baker- en kinderrijmen, samengesteld door J. van Vloten (1871)
- J. Worp, In de kinderkamer: twaalf liedjes met pianobegeleiding (1873)
- P. Louwerse en J. Worp, Veertig tweestemmige liedjes voor school en thuis (1876)
- De juichende kinderschaar. Liederen voor christelijke scholen, zondagsscholen, samengesteld door A.J. Hoogenbirk (1880)[16]
- Gouverneur's kinderdeuntjes, wiegeliedjes, speel-, tel-, raadsel-, en andere rijmpjes, samengesteld door J.J.A. Goeverneur (1880)[17]
- In doaze fol alde snypsnaren, samengesteld door Dykstra en Van der Meulen (1882)
- E.J. Boneschanscher, 15 twee- en driestemmige liedjes voor scholen, huisgezinnen en kinderzanggezelschappen (1895)[18]

### Twintigste eeuw
- Kinderspel & kinderlust in Zuid-Nederland, samengesteld door A. de Cock en I. Teirlinck (1902-1908)
- Kinderspelen uit Vlaamsch België, verzameld door den westvlaamschen onderwijzersbond, samengesteld door R. Ghesquiere (1905)
- Kun je nog zingen, zing dan mee, samengesteld door Jan Veldkamp en Klaas de Boer (1906; 41e druk 1986)[19]
- Rijmpjes en versjes uit de oude doos,  verzameld door S. Abramsz (1911, 54e druk 2009)
- Kun je nog zingen, zing dan mee! Voor jonge kinderen, J. Veldkamp en K. de Boer (1912)
- Lentezangen: nieuwe melodieën voor het lager onderwijs en kinderzangkoren, bijeengebracht door Gilles van Hees en J.G. van Herwaarden (1919)
- Ons lied. Een nieuwe bundel voor de zondagschool, samengesteld door M. Bruijel-de Favauge (1920)
- De lijster, samengesteld door P. Tiggers (1925) - gevolgd door De merel (1927), De wielewaal (1931) en Bonte vlucht (1938)
- Hendrik van Tichelen, Versjes en liedjes voor 't jonge volkje (1925)
- S.M. Bouman-van Tertholen, Zonneschijn in 't kinderleven: liedjes voor school en huis (1926)
- Zing en speel me maar: oude kinderliedjes en spelletjes, verzameld door S.M. Bouman-van Tertholen (2 dln., 1928)
- Kinderspelen en liedjes uit het land van Dendermonde, samengesteld door L. Hiel (1931)
- Kinderspel en kinderlust. Verdwijnende volkspoëzie, samengesteld door J. van Mourik (1931)
- Het blonde riet, samengesteld door J. Pollmann (1931) - gevolgd door Het lachende water (1935) en De blijde bongerd (1938)
- Het spel van moeder en kind: oude kinderrijmen voor jonge ouders, verzameld en ingeleid door S. Troelstra-Bokma de Boer en Jop Pollmann (De Toorts, 1936)
- Nederlands volkslied, samengesteld door Jop Pollmann en Piet Tiggers (Haarlem, 1941; 19e druk in 1977)
- Vijftig liederen voor de school en daarbuiten, samengesteld door Willem Gehrels (1943)
- Kleutertje luister, samengesteld door Lily Petersen (1948)
- Herman Broekhuizen, Kleuterdeuntjes. Liedjes uit het  radioprogramma "Kleutertje luister" (1961)
- Een mandje vol amandelen: een bundel liedjes voor kleuters en jonge kinderen, samengesteld door W.J. Stam-van der Staay (1963)
- Annie M.G. Schmidt en Paul van Westering, Dikkertje Dap en 18 andere liedjes (1964)[20]
- Herman Broekhuizen, Zingen in de kring. Liedjes uit het radioprogramma "Kleutertje luister" (1966)
- Hoy ahoy, samengesteld door Langelaar, Hijmans en Rotman, Gehrels Vereniging (1968)
- Herman Broekhuizen, Decemberliedjes (1972)
- Thea en Nico Zaat, Hoy, een lied, Gehrels Vereniging (1974)
- Daantje zou naar school toe gaan en andere schoolliedjes, samengesteld door L. van der Werf (1975)
- Thea Zaat en José Bakker, Ding-dong, Gehrels Vereniging (1977)
- Burny Bos en Joop Stokkermans, Zand op je boterham, uit Radio Lawaaipapegaai (1978)
- Peuter en muziek. Muziek in de peuterspeelzaal, samengesteld door Annie Langelaar, Gehrels Vereniging (1980)
- In die grote stad Zaltbommel; liedjes van school, club en kamp, samengesteld door J. Klöters (1993)
- Alles in de wind; de bekendste kinderversjes van vroeger, samengesteld door Aarts en Van Etten (1993)
- Liedjes met een hoepeltje erom. De meest gezongen kinderliedjes van dit moment, samengesteld door Joke Linders en Toin Duijx, met cd's (1994)
- Lieneke Schotanus, Muziek maken wij, Muziek op schoot (1998)

### Eenentwintigste eeuw
- Handjes draaien. 36 kinderliedjes en -versjes voor peuters en kleuters, Kapitein Winokio-project, met cd (2010)
- [Meerdere tekstdichters], Vriendjes voor altijd. 35 Nederlandse liedjes uit Sesamstraat, met muziek van Henny Vrienten, met cd (2011)
- ABC, zing maar mee, Kapitein Winokio-project, met cd (2015)
- Saskia Beverloo en Tineke Vlaming, Voor alles een liedje: zingend de dag door met muziek en spel, met cd (2017)